# Contestazione immediata
Per contestazione immediata si intende di solito l'atto con cui l'operatore di polizia, genericamente inteso, comunica l'accertamento di una violazione di una norma giuridica o di una disposizione di diritto.

## Nel mondo

### In Italia
L'espressione viene utilizzata, nell'ambito delle violazioni delle disposizioni del Codice della Strada, nei confronti del soggetto che l'abbia materialmente perpetrata (cosiddetto contravventore) nella "immediatezza" del fatto "contestato" (da cui il termine).
Tale contestazione, benché auspicata dal legislatore, non è un atto obbligatorio affinché il verbale redatto nella circostanza abbia piena validità: l'art. 200, c. 1 del Codice della Strada, infatti, recita testualmente che "la violazione, quando è possibile, deve essere immediatamente contestata tanto al trasgressore quanto alla persona che sia obbligata in solido [...]" e indica, al successivo art. 201, c. 1-bis, diversi casi, contraddistinti da altrettante lettere, in cui tale contestazione non è necessaria:
a) impossibilità di raggiungere un veicolo lanciato ad eccessiva velocità;

b) attraversamento di un incrocio con il semaforo indicante la luce rossa;

c) sorpasso vietato;

d) accertamento della violazione in assenza del trasgressore e del proprietario del veicolo;

e) accertamento della violazione per mezzo di appositi apparecchi di rilevamento direttamente gestiti dagli organi di Polizia stradale e nella loro disponibilità che consentono la determinazione dell'illecito in tempo successivo poiché il veicolo oggetto del rilievo è a distanza dal posto di accertamento o comunque nell'impossibilità di essere fermato in tempo utile o nei modi regolamentari;

f) accertamento effettuato con i dispositivi di cui all'articolo 4 del decreto-legge 20 giugno 2002, n. 121, convertito, con modificazioni, dalla legge 1º agosto 2002, n. 168, e successive modificazioni;

g) rilevazione degli accessi di veicoli non autorizzati ai centri storici, alle zone a traffico limitato, alle aree pedonali, o della circolazione sulle corsie e sulle strade riservate attraverso i dispositivi previsti dall'articolo 17, comma 133-bis, della legge 15 maggio 1997, n. 127;

g-bis) accertamento delle violazioni di cui agli articoli 141, 143, commi 11 e 12, 146, 170, 171, 213 e 214, per mezzo di appositi dispositivi o apparecchiature di rilevamento.»
Ciononostante, la mancata contestazione immediata dà spesso adito a dubbi riguardo alla consistenza delle motivazioni che l'hanno determinata, soprattutto al di fuori dei casi espressamente previsti dal codice (i summenzionati sette). Da qui la possibilità di presentare un ricorso al prefetto e/o al giudice di pace, il cui esito dipende dalla interpretazione che l'organo competente riferisce, pur ponendo attenzione alla giurisprudenza in materia, al singolo caso proposto.